# Rolls-Royce Derwent
Rolls-Royce RB.37 Derwent je britský proudový motor ze 40. let s odstředivým kompresorem a druhý proudový motor firmy Rolls-Royce Limited, který vstoupil do výroby. V podstatě jde o vylepšenou verzi motoru Rolls-Royce Welland, který byl přejmenovanou verzí motoru W.2B firmy Franka Whittla Power Jets. Rolls Royce zdědil návrh Derwentu od firmy Rover, když v roce 1943 převzali vývoj proudových motorů. Derwent byl výkonnější než Welland a také spolehlivější, takže byl Derwent zvolen jako motor pro Gloster Meteor a mnoho dalších britských poválečných  proudových letounů.
Několik motorů Derwent a Nene bylo tehdejší labouristickou vládou prodáno Sovětskému svazu, což způsobilo politický poprask, neboť Nene byl v té době nejvýkonnějším proudovým motorem na světě. Sověti okamžitě konstrukci modelu Derwent V okopírovali a vyrobili vlastní nelicenční verzi – Klimov RD-500. Nene byl také okopírován a vytvořil pohonnou jednotku pro slavnou stíhačku MiG-15. Derwent Mk.V byl také použit na kanadském stroji Avro Jetliner, ale ten se do výroby nedostal.
7. listopadu 1945 Gloster Meteor s motorem Derwent V ustanovil světový rychlostní rekord 975 km/h TAS.

## Varianty

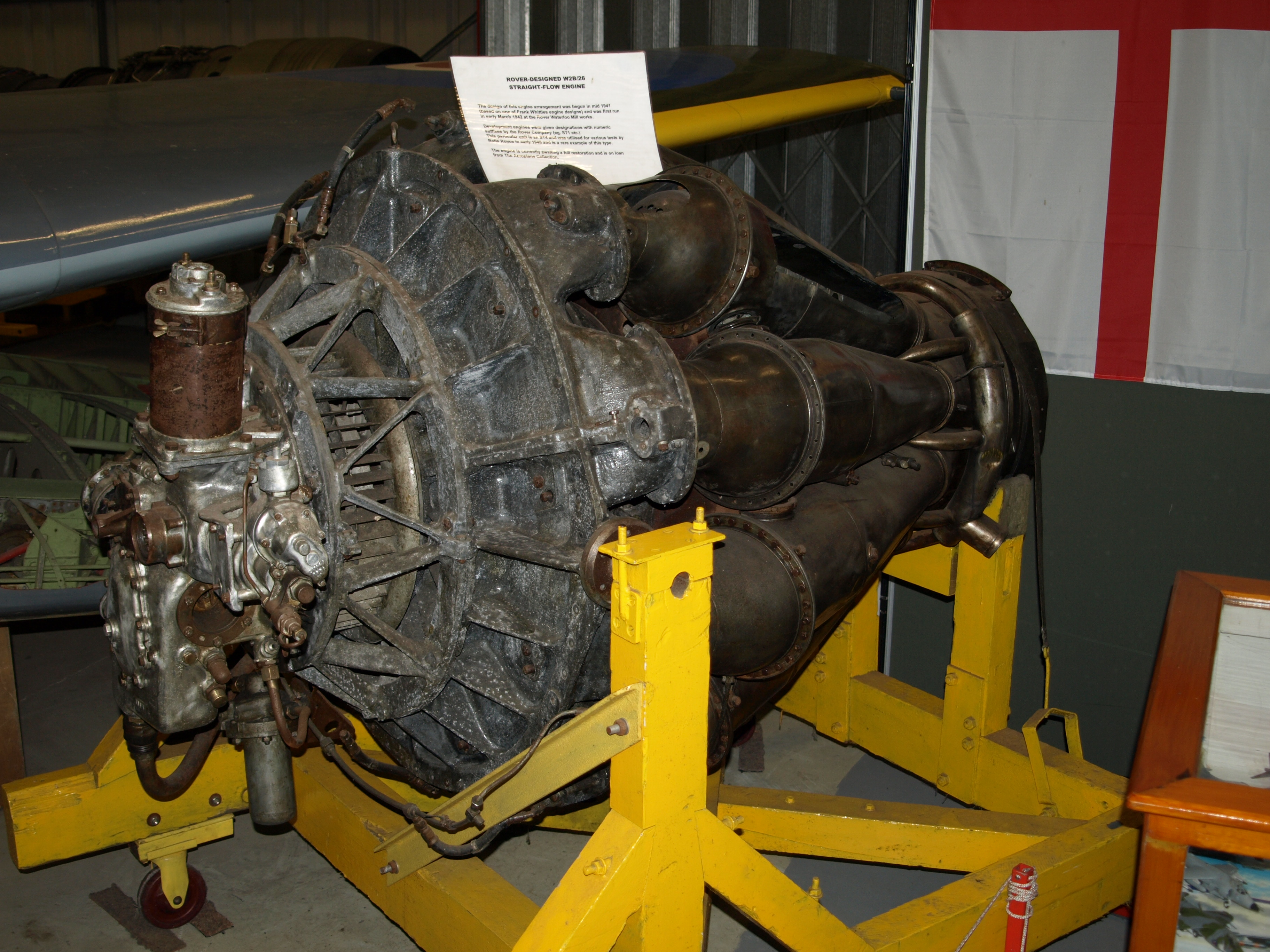
Rover W.2B/26 v Midland Air Museum. Tato konstrukce se stala základem pro motor Derwent

- Derwent I – první verze, tah 2 000 lbf (8,9 kN)
- Derwent II – tah zvýšen na 2 200 lbf (9,8 kN)
- Derwent III – experimentální varianta
- Derwent IV – tah zvýšen na 2 400 lbf (10,7 kN)
- Derwent 5 – zmenšená verze motoru Rolls-Royce Nene s tahem 3 500 lbf (15,6 kN)
- Derwent 8 – vývojová verze s tahem 3 600 lbf (16,0 kN)

## Použití
- Avro 707
- Avro Canada C102 Jetliner
- Fairey Delta 1
- Fokker S.14 Machtrainer
- Gloster Meteor
- Nord 1601
- FMA I.Ae. 27 Pulqui I

## Specifikace (Derwent I)

### Technické údaje
- Typ: proudový motor
- Průměr: 1 092,2 mm
- Délka: 2 133,6 mm, Derwent V 2 247.9 mm
- Hmotnost suchého motoru: 442,3 kg, Derwent V 567 kg

### Součásti
- Kompresor: jednostupňový oboustranný radiální kompresor
- Spalovací komora: trubková
- Turbína: jednostupňová axiální
- Palivo:  Kerosin (R.D.E.F./F/KER)

### Výkony
- Maximální tah: 2 000 lbf (8,90 kN) při 16 000 rpm na úrovni mořské hladiny, Derwent V 4 000 lbf (17,79 kN) při 15,000 rpm na úrovni mořské hladiny
- Celkový poměr stlačení: 3.9:1
- Teplota plynů před turbínou: 849 °C
- Měrná spotřeba paliva: 119,25 kg/(kN h), Derwent V 103,97 kg/(kN h)
- Poměr tah/hmotnost: 0,0199 kN/kg, Derwent V 0,0316 kN/kg